# Ficiomyia birdi
Ficiomyia birdi är en tvåvingeart som beskrevs av Ephraim Porter Felt 1934. Ficiomyia birdi ingår i släktet Ficiomyia och familjen gallmyggor.
Artens utbredningsområde är Florida. Inga underarter finns listade i Catalogue of Life.